# Општина Варгиш (Ковасна)
Варгиш (рум. Vârghiş) општина је у Румунији у округу Ковасна.
Oпштина се налази на надморској висини од 496 m.